# 트랜스포머: 폴 오브 사이버트론
《트랜스포머: 폴 오브 사이버트론》(Transformers: Fall of Cybertron)은 2012년 8월 21일에 발매된 트랜스포머: 워 포 사이버트론에 속편이자 후속작이다.

## 상세
액티비전에서 개발되었으며 발매 플랫폼 기종은 PC, 플레이스테이션3, XBOX 360이며 제작은 전작과 같은 하이 문 스튜디오에서 제작하였다. 게임 감독은 트랜스포머: 워 포 사이버트론에 매트 티거 (Matt Tieger) 가 맡았다.

### 내용
트랜스포머 세계관에 전쟁인 오토봇과 디셉티콘에 사이버트론 전쟁 막바지 내용을 다루고 있으며 트랜스포머 생명체인 사이버트로니안들 이 생존을 위해 사이버트론들이 탈출하는 내용에 게임이다.

## 등장인물

### 오토봇
옵티머스 프라임
범블비
클리프점퍼
재즈
퍼셉터
사이드스와이프
라쳇
아이언하이드
워패스
매트로플렉스
다이노봇
그림록
슬러지
스우프
슬러그
스날

### 디셉티콘
메가트론
스타스크림
사운드웨이브
럼블
레이저비크
프렌지
쇼크웨이브
컴뱃티콘
온슬로트
볼텍스
블라스트오프
브라울
스윈들
브루티커스
인섹티콘
하드셸
킥백
샤프샷
트립티콘

## 게임 플레이
원작 G1 오마주가 있으며 전작 워 포 사이버트론과 같은 FPS 게임 형식이다. 미션마다 캐릭터들의 특수 능력 있으며 무기 업그레이드와 플레이 스타일이 변경되는 게임이다.

## 평가
평가 사이트들 중 IGN에서는 80점 이상 점수와 메타크리틱에서는 70점 이상 넘는 높은 평가를 받았다.

## 그 외
- 트랜스포머 프라임과 같은 세계관인 얼라인드 세계관 (Aligned continuity)이며 트랜스포머 프라임에 프리퀄에 해당된다.
- 폴 오브 사이버트론 이후 이야기는 소설 트랜스포머: 엑자일 (Transformers: Exiles) 로 이어지게 되며 소설 내용은 설정 오류가 존재한다.
- 후속작으로 트랜스포머: 라이즈 오브 더 다크 스파크가 있으나 워 포 사이버트론, 폴 오브 사이버트론 사이 시간대의 이야기와 트랜스포머: 사라진 시대 별도 이야기를 다룬 작품으로 나온다.
- 2017년 12월 12일, 더 이상 온라인 플랫폼(Steam,PSN)에서 구매가 불가능하다.

## 같이 보기
- 트랜스포머